# Alex Teixeira
Alex Teixeira Santos (Duque de Caxias, Río de Janeiro, Brasil, 6 de enero de 1990) es un futbolista brasileño. Juega de centrocampista en el C. R. Vasco da Gama del Campeonato Brasileño de Serie A.

## Trayectoria

### Comienzos
Teixeira ingresó en la cantera del Vasco da Gama en el año 1999 donde permaneció hasta 2007 cuando debutó con el primer equipo en un partido del Brasileirao aunque no pertenecería al primer equipo hasta el año siguiente.

### Vasco da Gama
Teixeira subió definitivamente al primer equipo en 2008 cuando firmó un contrato profesional, debutó con 18 años en un partido contra el SC Internacional. Su primer gol fue el 28 de junio de 2008 en la victoria de su equipo 4-2 contra Ipatinga FC, descendió ese mismo año a la Serie B.
Al año siguiente tiene grandes actuaciones en Brasil, especialmente ante Bahía y América FC en la Serie B brasileña, logra ascender a la Serie A con 4 goles y 8 asistencias provocando el interés del AC Milan, Manchester United o SL Benfica, aunque finalmente se marchó con 19 años al Shakhtar Donetsk tras 92 partidos con el Vasco da Gama.

### Shakhtar Donetsk
Teixiera firmó por el FK Shakhtar Donetsk el 21 de diciembre de 2009 por 6 millones de euros y un contrato de 5 años, aunque no debutó con el equipo hasta el 20 de marzo de 2010 contra el Zorya Luhansk reemplazando a Ilsinho en el minuto 55, en su primera temporada le costó adaptarse, aun así jugó 27 partidos marcando 2 goles, la temporada 2010-11 fue más fructifera para él ya que jugó 33 partidos logrando marcar en 6 ocasiones y llevándose 2 títulos, la temporada 2011-12 se asentó en el equipo ya que logró disputar 47 partidos marcando 12 goles.
En julio de 2014, como consecuencia de la guerra civil en el este de Ucrania y del derribo del vuelo 17 de Malaysia Airlines, Teixeira y otros cinco jugadores del FK Shakhtar Donetsk (Facundo Ferreyra, Fred, Douglas Costa, Dentinho e Ismaily), decidieron abandonar el Shakhtar tras un partido en Francia, en el que se impuso el Olympique de Lyon por 4-1 y expresaron su deseo de no regresar, quedándose en el país galo. El club emitió un comunicado donde les exigió regresar y que, en caso contrario, «deberán sufrir las consecuencias económicas».

### Jiangsu Suning
Tanteado con equipos como Chelsea FC o Liverpool FC, finalmente el 5 de febrero de 2016, fue transferido al club chino Jiangsu Suning, por una cifra récord de transferencia de 50 000 000 €.

## Selección nacional
Sub-15
| Año   |          |       |       |
| Año   | Partidos | Goles | Média |
| ----- | -------- | ----- | ----- |
| 2005  | 9        | 8     | 0,88  |
| Total | 9        | 8     | 0,88  |

Sub-17
| Año   |          |       |       |
| Año   | Partidos | Goles | Média |
| ----- | -------- | ----- | ----- |
| 2006  | 19       | 5     | 0,26  |
| 2007  | 20       | 6     | 0,30  |
| Total | 39       | 11    | 0,28  |

Sub-20
| Ano   |         |      |       |
| Ano   | Partido | Gole | Média |
| ----- | ------- | ---- | ----- |
| 2009  | 7       | 3    | 0,42  |
| Total | 7       | 3    | 0,42  |

Selección Brasilera (total)
| Ano   |       |      |       |
| Ano   | Jogos | Gols | Média |
| ----- | ----- | ---- | ----- |
| 2005  | 9     | 8    | 0,88  |
| 2006  | 19    | 5    | 0,26  |
| 2007  | 20    | 6    | 0,30  |
| 2009  | 7     | 3    | 0,42  |
| Total | 55    | 22   | 0,40  |

## Estadísticas

### Clubes
| Club | Div.          | Temporada     | Liga  | Liga  | Copas estatales(0) | Copas estatales(0) | Copas nacionales(1) | Copas nacionales(1) | Torneos internacionales(2) | Torneos internacionales(2) | Total | Total |
| Club | Div.          | Temporada     | Part. | Goles | Part.              | Goles              | Part.               | Goles               | Part.                      | Goles                      | Part. | Goles |
| --- | ------------- | ------------- | ----- | ----- | ------------------ | ------------------ | ------------------- | ------------------- | -------------------------- | -------------------------- | ----- | ----- |
| C. R. Vasco da Gama · Brasil | 1.ª           | 2008          | 29    | 5     | 17                 | 2                  | 7                   | 1                   | 2                          | 0                          | 55    | 8     |
| C. R. Vasco da Gama · Brasil | 1.ª           | 2009          | 25    | 5     | 12                 | 3                  | 3                   | 0                   | –                          | –                          | 37    | 8     |
| C. R. Vasco da Gama · Brasil | Total club    | Total club    | 51    | 10    | 29                 | 5                  | 10                  | 1                   | 2                          | 0                          | 92    | 16    |
| F. K. Shakhtar Donetsk · Ucrania | 1.ª           | 2009–10       | 3     | 0     | –                  | –                  | 0                   | 0                   | –                          | –                          | 3     | 0     |
| F. K. Shakhtar Donetsk · Ucrania | 1.ª           | 2010–11       | 26    | 5     | –                  | –                  | 5                   | 1                   | 8                          | 0                          | 39    | 6     |
| F. K. Shakhtar Donetsk · Ucrania | 1.ª           | 2011–12       | 26    | 7     | –                  | –                  | 6                   | 3                   | 5                          | 0                          | 37    | 10    |
| F. K. Shakhtar Donetsk · Ucrania | 1.ª           | 2012–13       | 27    | 10    | –                  | –                  | 6                   | 4                   | 8                          | 2                          | 41    | 16    |
| F. K. Shakhtar Donetsk · Ucrania | 1.ª           | 2013–14       | 27    | 6     | –                  | –                  | 5                   | 0                   | 8                          | 3                          | 40    | 9     |
| F. K. Shakhtar Donetsk · Ucrania | 1.ª           | 2014–15       | 22    | 17    | –                  | –                  | 7                   | 2                   | 8                          | 3                          | 37    | 22    |
| F. K. Shakhtar Donetsk · Ucrania | 1.ª           | 2015–16       | 15    | 22    | –                  | –                  | 1                   | 0                   | 10                         | 4                          | 26    | 26    |
| F. K. Shakhtar Donetsk · Ucrania | Total club    | Total club    | 146   | 67    | –                  | –                  | 30                  | 10                  | 47                         | 12                         | 223   | 89    |
| Jiangsu Suning China | 1.ª           | 2016          | 28    | 11    | –                  | –                  | 8                   | 6                   | 6                          | 2                          | 42    | 19    |
| Jiangsu Suning China | 1.ª           | 2017          | 19    | 8     | –                  | –                  | 3                   | 0                   | 7                          | 3                          | 29    | 11    |
| Jiangsu Suning China | 1.ª           | 2018          | 28    | 13    | –                  | –                  | 3                   | 2                   | –                          | –                          | 31    | 15    |
| Jiangsu Suning China | 1.ª           | 2019          | 30    | 18    | –                  | –                  | 1                   | 0                   | –                          | –                          | 31    | 18    |
| Jiangsu Suning China | 1.ª           | 2020          | 19    | 10    | –                  | –                  | 1                   | 0                   | –                          | –                          | 20    | 10    |
| Jiangsu Suning China | Total club    | Total club    | 124   | 60    | –                  | –                  | 16                  | 8                   | 13                         | 5                          | 153   | 73    |
| Beşiktaş J. K. Turquía | 1.ª           | 2021–22       | 9     | 2     | –                  | –                  | 0                   | 0                   | 3                          | 1                          | 12    | 3     |
| Beşiktaş J. K. Turquía | Total club    | Total club    | 9     | 2     | –                  | –                  | 0                   | 0                   | 3                          | 1                          | 12    | 3     |
| Total carrera | Total carrera | Total carrera | 330   | 139   | 29                 | 5                  | 56                  | 19                  | 65                         | 18                         | 480   | 181   |
| (1)Incluye datos de la Copa de Brasil, Copa de Ucrania y Copa de China. (2)Incluye datos de la Copa Libertadores y Champions League. (3)No incluye goles en partidos amistosos. |               |               |       |       |                    |                    |                     |                     |                            |                            |       |       |

## Palmarés

### Títulos nacionales
| Título                  | Club                   | País    | Año  |
| ----------------------- | ---------------------- | ------- | ---- |
| Liga Premier de Ucrania | F. K. Shakhtar Donetsk | Ucrania | 2010 |
| Supercopa de Ucrania    | F. K. Shakhtar Donetsk | Ucrania | 2010 |
| Liga Premier de Ucrania | F. K. Shakhtar Donetsk | Ucrania | 2011 |
| Copa de Ucrania         | F. K. Shakhtar Donetsk | Ucrania | 2011 |
| Liga Premier de Ucrania | F. K. Shakhtar Donetsk | Ucrania | 2012 |
| Copa de Ucrania         | F. K. Shakhtar Donetsk | Ucrania | 2012 |
| Supercopa de Ucrania    | F. K. Shakhtar Donetsk | Ucrania | 2012 |
| Liga Premier de Ucrania | F. K. Shakhtar Donetsk | Ucrania | 2013 |
| Copa de Ucrania         | F. K. Shakhtar Donetsk | Ucrania | 2013 |
| Supercopa de Ucrania    | F. K. Shakhtar Donetsk | Ucrania | 2013 |
| Liga Premier de Ucrania | F. K. Shakhtar Donetsk | Ucrania | 2014 |
| Supercopa de Ucrania    | F. K. Shakhtar Donetsk | Ucrania | 2014 |
| Supercopa de Ucrania    | F. K. Shakhtar Donetsk | Ucrania | 2015 |
| Superliga de China      | Jiangsu Suning         | China   | 2020 |
| Supercopa de Turquía    | Beşiktaş J. K.         | Turquía | 2021 |